# Mercantile SFK
Mercantile SFK startades den 3 juni 1903, och är en idrottsförening i Oslo, som numera enbart bedriver fotboll. Åren före första världskriget var Mercantile en av Norges mest framgångsrika fotbollsklubbar, och blev norska mästare 1907 och 1912. Då Norge spelade sin första fotbollslandskamp 1908 kom nio av spelarna i Norges lag från Mercantile. Klubbens aktivitet har sedan andra världskriget ått i vågor.

### Fotnoter
1. ↑  ”=Mercantile SFK” (på engelska). Worldfootball. http://www.worldfootball.net/teams/mercantile-sfk/. Läst 29 september 2017.